# 西定哈尼族布朗族乡
西定哈尼族布朗族乡是中华人民共和国云南省西双版纳傣族自治州勐海县下辖的一个民族乡。

## 行政区划
西定哈尼族布朗族乡下辖以下村级行政区划单位：
西定村、暖和村、南弄村、帕龙村、旧过村、曼马村、曼佤村、曼来村、章朗村、曼皮村和曼迈村。

## 中国传统村落
2013年8月，章朗村被评为第二批中国传统村落。